# Concasor
Concasorul este o mașină proiectată pentru a reduce materiale solide cum ar fi roca în componente mai mici. În general sunt folosite pentru a produce piatră concasată în scopul folosirii acesteia în construcții.